# 945
945是944与946之间的自然数。

## 在数学中
- 合數，正因數有1、3、5、7、9、15、21、27、35、45、63、105、135、189、315和945。
質因數分解為{\displaystyle 3^{3}\times 5\times 7}。
- 過剩數，真因數和為975，盈度為30。
  - 半完全數，和為本身的其中一組因數為1、 5、 7、 9、 15、 21、 35、 45、 63、 105、 135、 189、 315。
  - 由於945不能被所有比它小的半完全數整除，因此是第19個本原半完全數。前一個為910、下一個為1184。
- 第63個佩服數，相減後為本身的因數為15。前一個為942、下一個為978。
- 十进制的奢侈數。
- 945 是 9 的雙階乘。
- 945 是利蘭數。
- 945 同時是最小的奇佩服數、奇過剩數、奇半完全數[1]。
- 945 = 1×3×5×7×9
- 第5個96邊形數
- 945 是 9人或10人中，每兩個人組成一隊（不分順序）的變化量。
- 945 = {\displaystyle {\frac {\pi ^{6}}{\zeta (6)}}}